# 7881 Schieferdecker
7881 Schieferdecker eller 1992 RC7 är en asteroid i huvudbältet som upptäcktes den 2 september 1992 av den belgiske astronomen Eric W. Elst vid La Silla-observatoriet. Den är uppkallad efter den tyske kompositören Johann Christian Schieferdecker.
Den har den diameter på ungefär 6 kilometer och den tillhör asteroidgruppen Koronis.